# Agence internationale des prisonniers de guerre

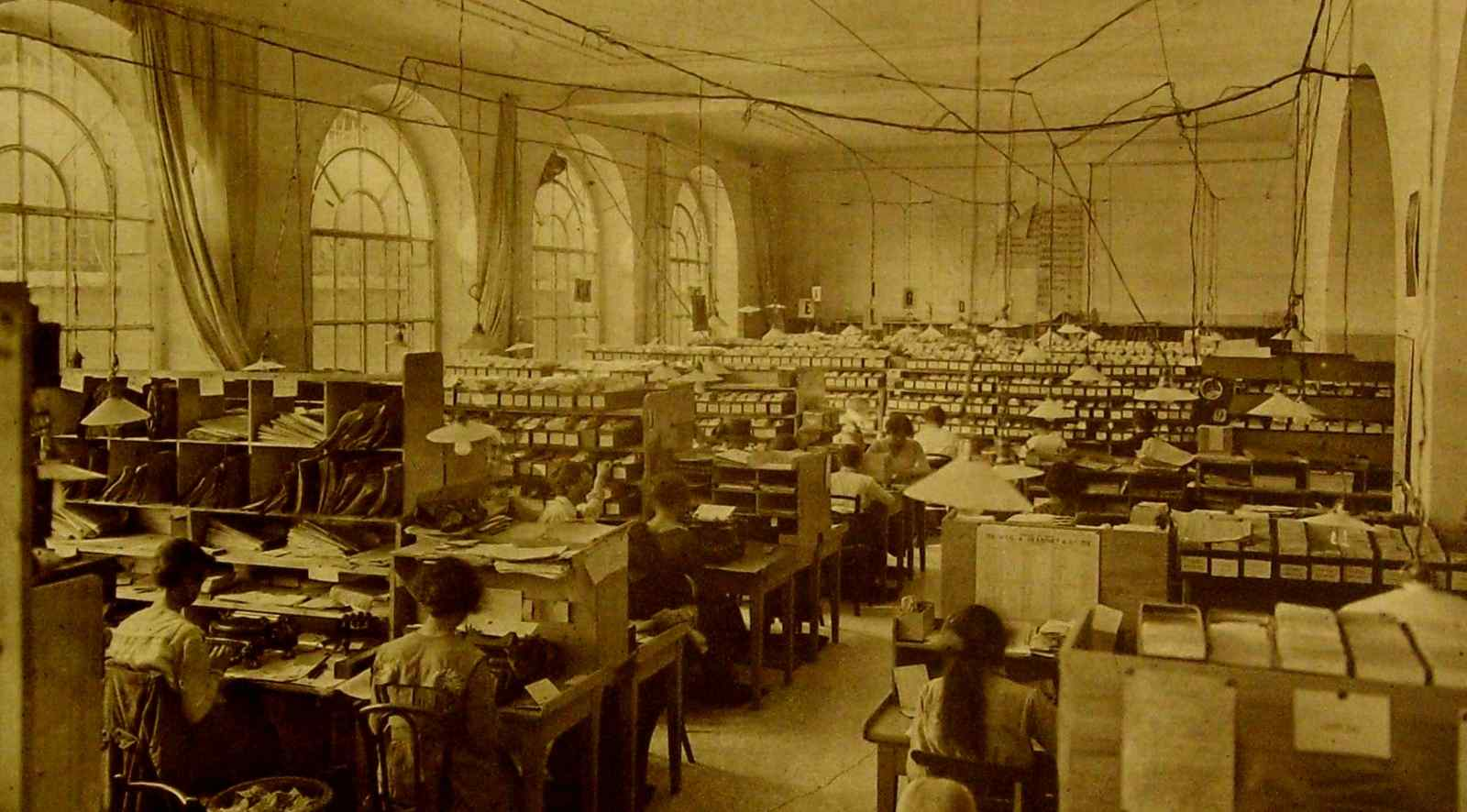
L’AIPG au musée Rath vers 1918.

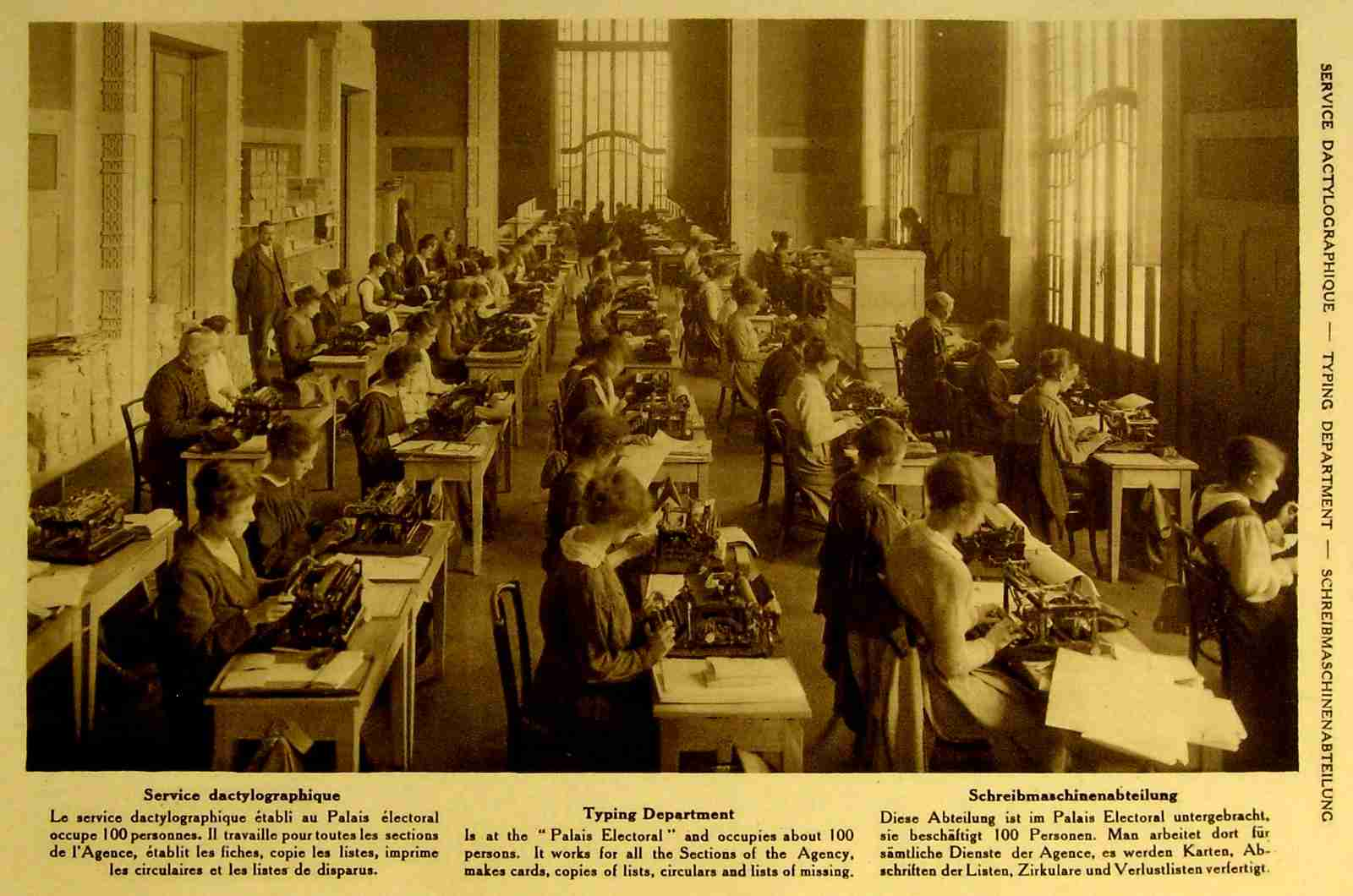
L’AIPG au musée Rath vers 1918.

Pour les articles homonymes, voir AIPG.
L'Agence internationale des prisonniers de guerre (AIPG) est un service du Comité international de la Croix-Rouge (CICR) fondé en 1914. Pendant la Première Guerre mondiale, c'est un bureau établi à Genève, destiné à retrouver les prisonniers et les déplacés de toutes nationalités, (notamment les civils qu'aucune convention ne protégeait à l'époque). Il permet ainsi de les mettre en contact avec leurs familles et de leur faire parvenir courrier et colis en contournant les obstacles entre pays belligérants.

## Histoire
L'AIPG est fondée en août 1914 par le CICR, destinée à l'origine exclusivement aux prisonniers militaires, selon le mandat reçu lors de la IXe Conférence de Washington en 1912 (Résolution VI).
Marguerite Frick-Cramer participe à la création et préside avec Jacques Chenevière la section des prisonniers de l'Entente.
Contre l'avis des autres membres du comité, qui considèrent que la Croix-Rouge doit s'en tenir aux conventions signées par de nombreux États, le Dr Frédéric Ferrière estime que l'on ne peut laisser sans réponses les recherches concernant les civils. Il fonde tout d'abord à titre personnel la section civile de l'AIPG. Aidé par quelques proches, il peut bientôt compter sur des centaines de bénévoles de tous les milieux. Malgré le vide juridique, cette section est rapidement considérée comme un organe de la Croix-Rouge. L'envergure que prend cette agence marque un tournant dans la popularité de la Croix-Rouge et son développement. 
En septembre et octobre 1914, l’AIPG est située au Palais Eynard, puis au Musée Rath jusqu’en décembre 1919. 
L'AIPG est administrativement intégrée au CICR fin 1919, mais la section civile continue son activité jusqu'au début des années 1920. Ce n'est qu'en 1949 que les conventions internationales peuvent enfin intégrer formellement les civils aux mandats de la Croix-Rouge.

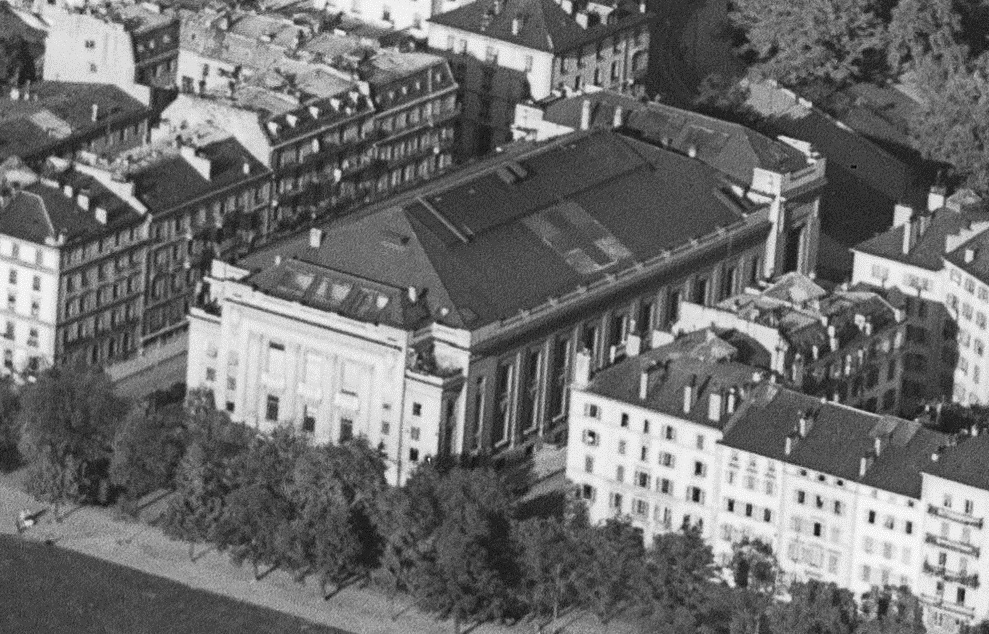
Le bâtiment électoral en 1950, avec une croix rouge sur le toit. Siège de l'Agence centrale des prisonniers de guerre en 1939-1945.

Le rôle de l'AIPG, comme celui de l'Agence centrale des prisonniers de guerre ouverte le 14 septembre 1939 à Genève, dont une section dite « des civils » fut dirigée par Suzanne Ferrière, s'inscrit dans la liste de différents services qui ont visé le même objectif, comme l'Agence centrale de recherches.

## Archives
Le 19 juin 2007, l’UNESCO a décidé d’inscrire les archives de l’Agence internationale des prisonniers de guerre au registre international « Mémoire du monde ».